# Chrysso antonio
Chrysso antonio là một loài nhện trong họ Theridiidae.
Loài này thuộc chi Chrysso. Chrysso antonio được Herbert Walter Levi miêu tả năm 1962.